# Wout van Elzakker
Wout van Elzakker, né le 14 novembre 1998 à Hoogerheide, est un coureur cycliste néerlandais.

## Biographie

### Débuts
Dans son enfance, Wout van Elzakker est tout d'abord footballeur au RKVV Meto. C'est finalement en 2011 qu'il opte pour le cyclisme, vers l'âge de treize ans.
Chez les juniors (moins de 19 ans), il se fait remarquer lors de la saison 2016 en terminant quatorzième de la Ronde des vallées et quinzième du Trophée Centre Morbihan. Il rejoint ensuite l'équipe amateur Quick Step-Telco'm Gimex en 2017, basée en Pampelune, pour son passage chez les espoirs (moins de 23 ans). Stagiaire chez Metec-TKH-Mantel à partir du mois d'aout, il retourne aux Pays-Bas l'année suivante au club LottoNL-Jumbo-WV de Jonge Renner.
En 2019, il court au niveau continental avec l'équipe luxembourgeoise Differdange-GeBa. En 2020, il rejoint le WV de Jonge Renner, mais il met temporairement la compétition de côté, pour terminer ses études de marketing à l'université.

### Carrière professionnelle
Il passe professionnel en 2021 en signant avec l'équipe italienne Vini Zabù-KTM, qui évolue en deuxième division,. Sa saison commence au mois de mars en Belgique, avec notamment une échappée sur la Classic Bruges-La Panne.